# VGH-Stiftung

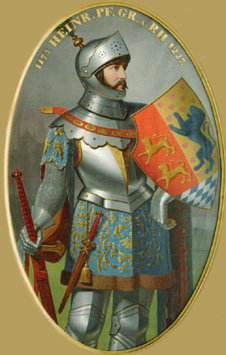
Seit 2005 im Besitz der VGH-Stiftung: Heinrich (V.) der Ältere von Braunschweig, Ölgemälde von Johann Christian Ludwig Tunica, 1836

Die VGH-Stiftung ist eine Stiftung bürgerlichen Rechts der VGH Versicherungen zur Förderung in den Bereichen Denkmalpflege, Literatur, Bildende Kunst, Museumspädagogik, Wissenschaft und Mildtätigkeit mit Sitz in Hannover-Mitte. Sie verfügt über ein Stiftungskapital von 34,3 Millionen Euro.

## Gründung
Die Gründung der Stiftung erfolgte im Jahr 2000 anlässlich des 250sten Gründungsjubiläums der Landschaftlichen Brandkasse. Das Mutterhaus des Versicherungsverbundes wurde im Jahr 1750 nach einer Initiative des Abts zu Loccum gegründet, daher ist für das Amt des Vorsitzenden des Kuratoriums der Stiftung, in der auch die historischen Landschaften als Träger vertreten sind, der jeweils amtierende Abt zu Loccum vorgesehen. Zum Kuratorium gehören außerdem die Direktoren der regionalen Niederlassungen der VGH Versicherungen.

## Zielsetzung
Die Stiftung nennt als ihre Ziele Bürgernähe, regionale Verbundenheit, Mitverantwortung für das Gemeinwesen u. a. auch durch Mitwirkung bei der regionalen Entwicklung. Neben inhaltlicher Beratung und der Vorhaltung und Vermittlung von Fachkompetenzen fördert die Stiftung auch finanziell innovative Projekte, die der kulturellen Bildung sowie der Integration dienen. Bevorzugt gefördert werden vor allem Projekte für Kinder und Jugendliche, die aufgrund „ihrer Herkunft aus eher bildungsfernen Schichten oder aus Familien mit Migrationshintergrund in ihrem Alltag weniger Berührung mit Kultur haben und denen die Teilhabe am gesellschaftlichen Leben deshalb erschwert oder gar verwehrt ist.“ Zu möglichen Förderprojekten zählen etwa Restaurierungen von Gartendenkmalen, Unterstützung der Hospizarbeit, Literaturveranstaltungen, Projekte zur Kunst-Vermittlung, teils auch mittels eigener Veranstaltungen, sowie die Erschließung von Beständen von Archiven, Bibliotheken oder Museen.

## Aktivitäten
Die Stiftung fördert die Vermittlung der Bildenden Kunst an Kinder und Jugendliche und unterstützt Künstler, Malschulen, Museen und Kunstvereine bei der Durchführung derartiger Projekte. In der Denkmalpflege engagiert sie sich für Erhalt und Pflege von Gartendenkmalen und beweglichem Kulturgut in Archiven, Bibliotheken und Museen.
Die Stiftung beteiligt sich außerdem bei der Leseförderung, Sprachförderung, Literaturvermittlung sowie bei der Förderung von Bibliotheken. Außerdem unterstützt sie Veranstaltungsreihen und Literaturfestivals. Zu ihren eigenen Projekten gehört das Literaturfest Niedersachsen, der JULIUS-Club, der Bibliothekspreis der VGH-Stiftung, die „LiteraTour Nord“ und das Projekt „Autoren in der Schule“, das gemeinsam mit dem Friedrich-Boedecker-Kreis durchgeführt wird.
Des Weiteren unterstützt die Stiftung Einrichtungen, die anerkannt mildtätige Zwecke verfolgen und sich dabei insbesondere an Kinder und Jugendliche wenden.
Ein weiteres Anliegen der Stiftung sind Projekte im Rahmen der Museumspädagogik, beispielsweise durch die Vergabe des „Förderpreis Museumspädagogik“.
Sie fördert außerdem wissenschaftliche Projekte mit Bezug zu den weiteren Förderbereichen der Stiftung, insbesondere hinsichtlich der Erschließung von Beständen in Archiven, Bibliotheken und Museen, der Vermittlung historischer Forschungsergebnisse oder Machbarkeitsstudien.

## Kooperation
Die Stiftung kooperiert mit der Niedersächsischen Sparkassenstiftung, mit der sie auch eine gemeinsame Geschäftsführung betreibt.